# Ковальчук Юлія Олегівна
Юлія Олегівна Чумакова (Ковальчук) (нар. 12 листопада 1982, Волзький) — російська співачка, телеведуча, колишня солістка російської жіночої поп-групи «Блестящие» (2001—2007 роки)..

## «Блестящие»
Дебютом в групі стала пісня і кліп Ау-Ау, записаний в кінці 2001 року. За час перебування в групі було випущено 3 компакт-диска, знято 9 кліпів.
Наприкінці 2007 року назавжди залишила гурт.

## Сольна кар'єра
З 16 січня 2008 року почала сольну кар'єру. Продюсером співачки став відомий продюсер Марат Хайрутдинов. Разом з композитором Костянтином Арсеньєвим записала дебютну пісню «Штовхни мене». Був знятий кліп на цю пісню. Пізніше записана пісня «Відлітай». Першим дуетом була пісня з групою «Чай удвох» «Подивися мені в очі».
Восени 2008 року взяла участь в реаліті-шоу "Останній Герой. Забуті У Раю. 7 сезон ", де зайняла 2 місце.
У березні 2009 року стала учасницею нового сезону музичного шоу «Дві зірки». Напарником став Таїр Мамедов.
У 2009 році в парі з Романом Костомаровим перемогла у проекті «Льодовиковий період. Казкове продовження».
У 2010-11 роках веде разом з Олександром Олешко шоу «Хвилина слави».

## Дискографія

### У складі групи«Блестящие»
- 2002 — За чотири моря
- 2003 — Апельсиновий рай
- 2005 — Східні казки

## Сингли

### В составе группы «Блестящие»
| Рік  | Назва                                         | Склад                                              |
| ---- | --------------------------------------------- | -------------------------------------------------- |
| 2001 | Ау-ау                                         | І. Лук'янова, Ж. Фріске, К. Новикова, Ю.Ковальчук  |
| 2002 | Журавль                                       | І. Лук'янова, Ж. Фріске, К. Новикова, Ю.Ковальчук  |
| 2002 | А я всё летала                                | І. Лук'янова, Ж. Фріске, К. Новикова, Ю.Ковальчук  |
| 2002 | За четыре моря                                | І. Лук'янова, Ж. Фріске, К. Новикова, Ю.Ковальчук  |
| 2003 | Я и ты                                        | І. Лук'янова, Ж. Фріске, К. Новикова, Ю.Ковальчук  |
| 2003 | Апельсиновая песня                            | А. Семенович, Ж. Фриске, К. Новикова, Ю. Ковальчук |
| 2004 | Новогодняя песня                              | К. Новикова, Ю. Ковальчук, А. Семенович, Н. Ручка  |
| 2005 | Пальмы парами                                 | К. Новикова, Ю. Ковальчук, А. Семенович, Н. Ручка  |
| 2005 | Брат мой десантник                            | К. Новикова, Ю. Ковальчук, А. Семенович, Н. Ручка  |
| 2005 | Восточные сказки                              | К. Новикова, Ю. Ковальчук, А. Семенович, Н. Ручка  |
| 2005 | Капитан дальнего плавания                     | К. Новикова, Ю. Ковальчук, А. Семенович, Н. Ручка  |
| 2005 | Честно говоря (совместно с Борисом Моисеевым) | К. Новикова, Ю. Ковальчук, А. Семенович, Н. Ручка  |
| 2005 | Как звезда                                    | К. Новикова, Ю. Ковальчук, А. Семенович, Н. Ручка  |
| 2005 | Поверила                                      | К. Новикова, Ю. Ковальчук, А. Семенович, Н. Ручка  |
| 2006 | Агент 007                                     | К. Новикова, Ю. Ковальчук, А. Семенович, Н. Ручка  |
| 2007 | Тили-тесто                                    | К. Новикова, Ю. Ковальчук, Н. Ручка                |

## Кліпи

### У складі групи«Блестящие»
- 2001-Ау-ау
- 2002-За чотири моря
- 2002-А я все літала
- 2003-Апельсинова пісня
- 2004-Новорічна пісня
- 2005-Брат мій десантник
- 2005-Східні казки (дует зі співаком Arash)
- 2005-Пальми парами
- 2006-Агент 007

### Сольна кар'єра
- 2008-Штовхни мене
- 2008-Штовхни мене (remix)
- 2008-Подивися мені в очі (дует з групою Чай удвох)
- 2009-Останній герой (дует з Таїров Мамедовим (Камеді клаб))
- 2009-Відлітай
- 2009-Відлітай (remix)
- 2010-Прямо в серце